# الجلوبيولين المناعي للجدري
الجلوبيولين المناعي ضد الجدري (VIG) هو دواء يستخدم لعلاج المضاعفات الشديدة الناجمة عن تطعيم الجدري وجدري القرود.  أما فيما يتعلق بالمضاعفات، فإنه يستخدم لعلاج الإكزيما الجدريه، والوقس المترقي، والوقس المتعمم الشديد، وعدوى الجدريه لدى الأشخاص الذين يعانون من مشاكل جلدية معينة.  يتم إعطاؤه عن طريق الحقن التدريجي في الوريد. 
تشمل الآثار الجانبية الشائعة الصداع والدوخة والغثيان.  قد تشمل الآثار الجانبية الشديدة الحساسية، ومشاكل الكلى، وتجلط الدم، وإصابة الرئة الحادة المرتبطة بنقل الدم.  إنه عبارة عن غلوبيولين مناعي، وتحديدًا غاما غلوبيولين، مصنوع من دم الأشخاص الذين لديهم مناعة ضد الجدري.  
تمت الموافقة على استخدام الجلوبيولين المناعي ضد الجدري للاستخدام الطبي في الولايات المتحدة في عام 2005.  في الولايات المتحدة، لا يتوفر هذا المنتج تجاريًا، على الرغم من إمكانية الحصول عليه من المخزون الوطني الاستراتيجي.  يتوفر هذا المنتج في كندا لدى وكالة الصحة العامة الكندية. 